# EPOC (Sportwissenschaft)
EPOC (engl.: excess postexercise oxygen consumption, deutsch: Sauerstoffmehraufnahme nach Arbeitsende oder Nachbrennwert) ist ein Begriff aus der Sportphysiologie und gibt die Sauerstoffmehraufnahme über den Ruhebedarf hinaus nach einer körperlichen Belastung an. Charakteristisch ist hierfür eine verstärkte Atmung.

## Physiologischer Hintergrund
Nach Beginn einer körperlichen Belastung passt sich das Herz-Kreislauf- und Atmungssystem nur verzögert dem erhöhten Sauerstoffbedarf an und erreicht erst nach einigen Minuten einen Steady State. Es kommt somit zu einem Sauerstoffdefizit. Bei Messung des nachgeatmeten O2 zeigt sich jedoch, dass die Menge in den meisten Fällen größer als das eigentliche Defizit ist. Im Körper laufen während und nach der Belastung also Prozesse ab, die einen zusätzlichen Sauerstoffbedarf bedeuten.
Der EPOC entspricht nicht, wie früher angenommen, dem anfänglichen Sauerstoffdefizit, sondern ist eher ein Anzeichen für die Beanspruchung des Körpers und der dadurch nötigen Regeneration. Die Höhe des EPOC ist abhängig von Belastungsdauer und Intensität. Neben der erhöhten Sauerstoffaufnahme lässt sich ein erhöhter Energieverbrauch des Körpers feststellen, der vor allem durch die Fettverbrennung gekennzeichnet ist.
Die Abnahme der O2-Aufnahmekurve nach Ende der Belastung zeigt einen nahezu exponentiellen Verlauf. Es lassen sich drei Phasen unterscheiden, während derer unter anderem verschiedene Prozesse zur Wiederherstellung der Homöostase ablaufen:
| Phase | Halbwertszeit | Ungefährer Sauerstoffbedarf | Prozesse |
| ----- | ------------- | --------------------------- | --- |
| 1     | 30 s          | 1,5–2 l                     | - Auffüllung energiereicher Speicher (Synthese von ATP und Kreatinphosphat) - Wiederauffüllung von O2-Speichern (Hämoglobin, Myoglobin) |
| 2     | 15 min        | 4–4,5 l                     | - Erhöhter Sauerstoffbedarf des Körpergewebes infolge einer erhöhten Körpertemperatur und eines erhöhten Katecholaminspiegels (eine erhöhte Adrenalinausschüttung verursacht eine Steigerung oxidativer Prozesse) - Erhöhte Tätigkeit des Herzmuskels und der Atmungseigenmuskulatur mit einem entsprechend vergrößerten Sauerstoffbedarf - Vermehrte Produktion des Schilddrüsenhormons Thyroxin - Glukoneogenese aus Laktat |
| 3     | 12–24 h       | 20 l                        | - Erhöhter Muskeltonus - Zelluläre Regenerationsvorgänge - Stimulation energiebereitstellender Mechanismen (z. B. Atmungskette) |

Insgesamt werden innerhalb von 12 Stunden rund 26 l O2 nachgeatmet. Eine erhöhte Sauerstoffaufnahme ist bis zu 38 Stunden nach einer Belastung feststellbar. Die Belastungsintensität spielt dabei für die Sauerstoffmehraufnahme eine geringere Rolle als die Belastungsdauer. Der Effekt des EPOC tritt dabei sowohl bei aeroben als auch bei anaeroben Belastungen auf, wobei eine anaerobe Belastung zu höheren EPOC-Werten führt als eine aerobe Belastung bei gleicher geleisteter Arbeit.

## Bedeutung
Trainierte weisen nach einer Belastung einen schnelleren Abfall der Sauerstoffaufnahme als Untrainierte auf, was für eine bessere Regenerationsfähigkeit spricht. Außerdem gibt es einen starken Zusammenhang zwischen der Intensität einer Belastung und der Stärke und Dauer des EPOC. Dieser Wert kann somit zur Leistungsdiagnostik eingesetzt werden, um z. B. die aktuelle Ausdauerleistungsfähigkeit zu untersuchen oder im Training die individuelle Beanspruchung einer Belastung zu überprüfen und somit Unter- oder Übertraining zu vermeiden.
Da in der Phase nach einer Belastung der Energieverbrauch erhöht ist und der Bedarf zum Teil durch Fettverbrennung gedeckt wird, kommt dem EPOC bei Trainingsprogrammen zur Gewichtsreduktion eine Bedeutung zu.

## Bestimmung des EPOC

### Direkte Messung
Der direkte Wert des EPOC wird mittels Spiroergometrie, also durch Untersuchung der Atemgase unter Belastung mit einem Ergometer gemessen. Dabei wird die Fläche unter dem Sauerstoffverbrauch in Ruhe von der Fläche unter dem Sauerstoffverbrauch nach der Belastung subtrahiert. Der Wert wird üblicherweise in ml/kg angegeben.

### Indirekte Berechnung
Es ist möglich, den EPOC-Wert indirekt aus der Herzfrequenz zu berechnen. Der Vorteil dieser Methode ist der relativ niedrige Aufwand, da nur ein Herzfrequenzmessgerät mit der Auswertungssoftware benötigt wird. Außerdem kann der EPOC während jedem Zeitpunkt der Belastung berechnet werden und repräsentiert somit die aktuelle Beanspruchung des Athleten.

## Sauerstoffschuld
Früher wurde mit Sauerstoffschuld (englisch O2-debt) das Volumen Sauerstoff bezeichnet, das nach Ende einer Belastung zusätzlich vom Körper aufgenommen werden muss, um nach leichter dynamischer Arbeit das O2-Defizit auszugleichen. Der Begriff Sauerstoffschuld wird heute nicht mehr verwendet, da die nachgeatmete Sauerstoffmenge meist größer als das Sauerstoffdefizit ist.
Sauerstoffschuld ist nur noch zu verwenden, wenn es sich um die Rephosphorylierung von Kreatin zu Kreatinphosphat und damit zur Wiederauffüllung der energiereichen Phosphate handelt.